# 克羅埃西亞之春
克罗地亚之春（克羅埃西亞語：或）是1967至1971年克羅地亞社會主義共和國发生的政治冲突。克罗地亚属南斯拉夫社会主义联邦共和国六大加盟共和国，此时由克羅地亞共產主義者聯盟（以下简称“克共盟”）统治，该党名义上不受约瑟普·布罗兹·铁托总统为首的南斯拉夫共產主義者聯盟（以下简称“南共盟”）统属。南斯拉夫20世纪60年代发起连串旨在提升经济的改革，领导人为保护各自共和国经济利益采取的措施越来越政治化。克共盟改革派在此期间大致认同文化机构“克罗地亚之母”，与保守派势不两立。
克罗地亚之母在20世纪60年代末充当各种社会不满的传声筒，萨夫卡·达布切维奇－库查尔与米科·特里帕洛为首的克共盟改革派在70年代初吸纳该组织。不满起初主要关注經濟民族主義，改革派希望减少克罗地亚境内公司需向联邦政府上缴的硬通货，后来加上强化自治，反对克罗地亚塞族在克罗地亚境内安全、政治等领域代表权过高（无论事实如此还是纯属主观臆测）等政治诉求。双方还特别关注克罗地亚语是否有别于塞尔维亚-克罗地亚语。
克罗地亚之春令该国历史人物名望提升，如19世纪克罗地亚政治家、奥地利帝国高级军官约西普·耶拉契奇，克罗地亚农民党遇刺领导人斯捷潘·拉迪奇，爱国歌曲、美术品等表达克羅埃西亞文化的作品增多。学校课程计划增加克罗地亚内容，改革派为降低关键领域塞族人员比例提出各种措施，计划修改《克罗地亚宪法》，强调共和国是克罗地亚人的民族国家，还要求南斯拉夫联邦政府向自治共和国转让部分权力。上述诉求令克羅埃西亞人与克罗地亚塞族关系激化，克共盟改革派与保守派不共戴天。
其他加盟共和国、南共盟、铁托本人起初没有理会克罗地亚内部斗争，但铁托与南共盟在克罗地亚民族主义势头壮大后干预，克共盟领导人像其他南斯拉夫联盟共和国改革派一样被迫辞职。不过改革方针未受影响，下台领导人的大部分要求后来均获采纳，促成新的联邦制推动日后南斯拉夫解體。

## 背景

### 经济危机

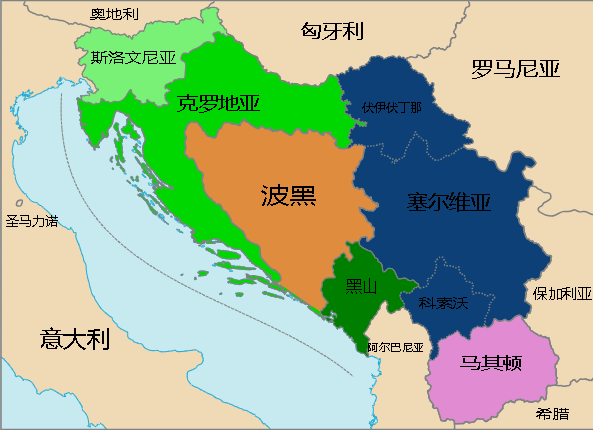
第二次世界大战结束后，克罗地亚属南斯拉夫联邦六大加盟共和国

20世纪60年代的南斯拉夫联邦人民共和国根据宪法属联邦制国家，由波黑、克罗地亚、马其顿、黑山、塞尔维亚、斯洛文尼亚六大人民共和国组成，但实际采中央集权统治。南斯拉夫陷入经济衰退，仓促推行的经济改革缺乏实效。1962年经济问题恶化，引发经济体系基础辩论。南斯拉夫共產主義者聯盟是南斯拉夫执政党，总统约瑟普·布罗兹·铁托三月召开中央委员会扩大会议讨论党派职能、中央政府与加盟共和国的关系。南斯拉夫副总统亞歷山大·蘭科維奇公开支持塞族同胞，在会上与米哈·马林科、谢尔盖·克拉伊盖尔等斯洛文尼亚委员激烈冲突，副总理愛德華·卡達爾支持斯洛文尼亚同胞，但不像兰科维奇那么公开。斯洛文尼亚代表团主张威权下放加盟共和国，塞族力求维持中央政府在决策和向欠发达加盟国分配税收方面的绝对主导，此举能保证塞爾維亞社會主義共和國受益匪浅。1963年通过的新宪法授予加盟共和国更多权力，次年南共盟第八次代表大会扩大党派分支机构权力。

### 改革政治化
1964和1965年南斯拉夫实施进一步经济改革，把很大的联邦权力移交加盟共和国与独立公司。部分改革措施加剧银行、保险公司、南斯拉夫政府与加盟共和国政府各自把持对外贸易组织之间的冲突，而且冲突还有越来越政治化、民族化的趋势。各方为竞争结盟，兰科维奇除塞尔维亚外还有波黑、黑山支持，斯洛文尼亚获克罗地亚支持，克羅地亞共產主義者聯盟中央总书记弗拉迪米尔·巴卡里奇深信权力下放对其他加盟共和国同样有利。巴卡里奇还说服马其顿共产主义者联盟（以下简称“马共盟”）中央总书记克尔斯特·茨尔文科夫斯基支持斯洛文尼亚－克罗地亚改革集团，推动颁布限制联邦权力、有利加盟共和国的实质法律。冲突实质是塞尔维亚与斯洛文尼亚－克罗地亚的利益之争。
克罗地亚把兰科维奇在塞尔维亚共产主义者联盟（以下简称“塞共盟”）和黑山共产主义者联盟的盟友所持立场视为“霸权主义”，克罗地亚民族主义更得民心。据美国驻萨格勒布领事海琳·巴杰估算，20世纪60年代中期克共盟半数党员和八成克族人口抱持民族主义观念。

### 改革势力高峰

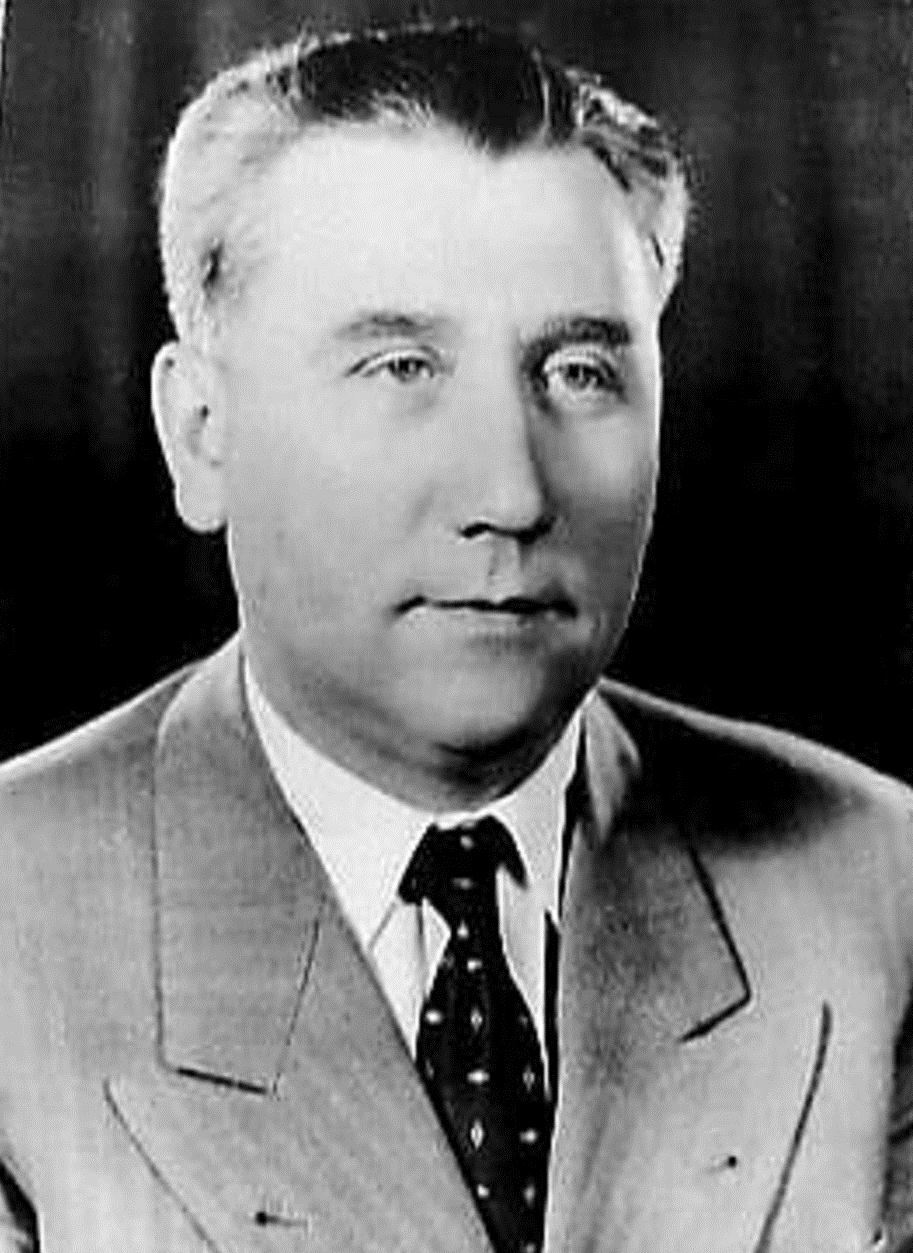
亞歷山大·蘭科維奇倒台代表南斯拉夫进入改革派主导时期

前述改革显然未达预期目标，南共盟指责塞尔维亚领导层抵制改革。卡达尔1966年初说服铁托撤除兰科维奇的南共盟中央委员、南斯拉夫副总统职务。兰科维奇被控阴谋夺权、无视南共盟第八次代表大会决定、直接或利用盟友把持南斯拉夫国安部、非法窃听铁托等南共盟领导层。铁托把兰科维奇倒台视为南斯拉夫权力进一步下放的机遇，他在权力移交各联邦成员期间变成加盟共和国间争端唯一的仲裁人。
南斯拉夫宪法1967至1968年再度修订，进一步削减联邦权力保障加盟共和国利益。改革联盟在1969年3月南共盟第九次代表大会达到巅峰，会上提出下放国家各方面权力。世界银行为南斯拉夫修调整公路提供贷款，联邦政府决定搁置斯洛文尼亚境内路段修筑计划，改在克罗地亚和马其顿修建，导致改革联盟产生重大分歧。加盟共和国（斯洛文尼亚）首次抗议联邦政府决定，但于事无补。局势一度非常激烈，斯洛文尼亚当局公开宣称本无打算退出联邦，事后表示不再支持改革联盟。1970年4月，克共盟和马共盟对南共盟施压，要求决策采取一致通过原则，南共盟在各加盟共和国的分支对联盟决策有否决权。
1968年6月贝尔格莱德爆发学生运动，抗议南斯拉夫独裁专制、对市场改革乃至社会产生不良影响。六八运动在全球风起云涌，与针对马克思人文主义实践学派改革提案的批判浪潮都对学生影响很大。他们反对分权，通过学生杂志《实践》批评南斯拉夫民族主义。经铁托推动，政治立场融共产主义教条与塞尔维亚民族主义于一体的佩塔尔·斯坦鲍利奇等塞共盟领导人1968年11月下台。铁托对斯坦鲍利奇尤其不满，认为他没有及时制止学潮。马尔科·尼克吉奇继任塞共盟主席，拉蒂卡·佩罗维奇任书记。两人支持市场化改革，主张不干涉其他加盟共和国事务，但又谴责塞尔维亚境外的塞尔维亚民族主义。

## 民族复兴

### 不满
20世纪60年代接近尾声，克罗地亚境内经济改革尚未取得明显成果。驻贝尔格莱德联邦银行依然主导南斯拉夫贷款市场和对外贸易。总部在克罗地亚的银行被挤出人气旅游区達爾馬提亞，酒店逐渐落入总部位于贝尔格莱德的大公司掌握。克罗地亚媒体宣称，对塞尔维亚公司有利的购买协议源于政治压力和贿赂，局势经过渲染从经济冲突变成种族之争。
民族主义者认为部分政策威胁克罗地亚文化与人口构成，如利用教科书压制克罗地亚民族情绪；借塞尔维亚-克罗地亚语标准化运动之名、行倡导塞尔维亚方言之实；塞族人口转移；鼓动达尔马提亚地区主义，令局势更加恶化。达尔马提亚和克罗地亚其他地区设立塞族自治省的倡议火上浇油，变成威胁克罗地亚领土完整的手段。克罗地亚大量民众认定上述手段意在削弱共和国实力，对变化源于经济现象或现代化等解读根本听不进去。克罗地亚作家协会主席佩塔·什格丁1969年初在克罗地亚之母出版的《科洛》杂志发文列举民间不满情绪，指控南斯拉夫政府企图同化克罗地亚。

### 语言问题

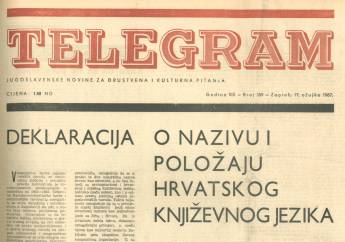
同代文学报纸《电报》1967年3月17日刊登《克罗地亚语言文字地位宣言》

根据1954年《诺维萨德协定》编撰的前两卷《塞尔维亚－克罗地亚文学与方言词典》于1967年出版，引发克罗地亚语独立语言地位之争。两卷词典要么未收录克罗地亚语常见表达，要么将其视为方言，把塞尔维亚语当成标准。1966年米洛什·莫斯科夫列维奇出版的塞尔维亚-克罗地亚语词典与协定无关，但直接从词汇表省略“克罗地亚人”之举可谓火上浇油。
1967年3月17日，80名共产主义者在内的130名克罗地亚语言学家发布《克罗地亚语言文字地位宣言》，批判1967年字典，呼吁正式承认克罗地亚语的独立语言地位，要求克罗地亚政府在正式场合使用克罗地亚语，此举对该国许多塞族官僚不利。54名塞族作家为此起草《回应建言》，要求贝尔格莱德电视台采用西里尔字母，向克罗地亚塞族提供塞尔维亚语教育。南共盟在宣言面世后几天内多次发声谴责，宣言在克罗地亚也未获普遍支持。克羅埃西亞議會副议长米洛舍·然科指责克罗地亚工人运动史研究所主任弗拉尼奥·图季曼、克罗地亚遗产基金会主席韦奇埃斯拉夫·霍尔耶瓦茨为人所共知的克罗地亚民族主义者提供工作。《克罗地亚语言文字地位宣言》代表克罗地亚民族主义情绪抬头，持续四年的运动史称“克罗地亚之春”。
“塞尔维亚之母”坚称克罗地亚语只是塞尔维亚语方言，克罗地亚之母1970年11月22日退出《诺维萨德协定》后出版斯特凡·巴比奇、博伊达尔·芬卡、米兰·莫古什编写的新克罗地亚语字典和正字法手册，塞尔维亚报以谴责。克罗地亚民族主义者还以颜色，提倡語言純化并修改教科书加大克罗地亚历史与文化教育力度。克罗地亚之母成为号召民族复兴的旗帜，经济部长希梅·焦丹人气尤为高涨。1970年克罗地亚之母会员从两千激增至四万，政治影响加大。另经克共盟支持，克罗地亚之母对南斯拉夫鐵路的投诉得以解决，所有采用塞尔维亚易卡语拼写的正式通知和时刻表增加克罗地亚耶卡语拼写。
支持克罗地亚之母的报刊杂志众多，该组织还自办《克罗地亚周刊》，积极鼓吹克罗地亚民族主义。新刊物由弗拉多·戈托瓦克主编，订阅读者很快超越档案记录报《信使报》等克罗地亚所有报纸。

### 克共盟派系之争

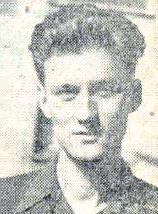
克羅地亞共產主義者聯盟改革派领导人米科·特里帕洛

克共盟内部对是否支持克罗地亚之母分歧显著，领导人大多避而不谈。党内改革派系包括中央委员会书记萨夫卡·达布切维奇－库查尔、米科·特里帕洛，还有佩罗·皮尔克尔、德拉古廷·哈拉米亚、伊万·希布尔等人支持。达布切维奇－库查尔、特里帕洛、皮尔克1969年借巴卡里奇支持登上党派高位。改革派的对手人称保守派或反改革派，以然科、斯蒂佩·舒瓦尔、杜尚·德拉戈萨瓦茨、尤雷·比利奇、米卢廷·巴尔蒂奇为首，为寻求支持同实践学派结盟。达布切维奇－库查尔与特里帕洛在克共盟内部找到焦丹、马尔科·韦塞利察等同样身居高位或与克罗地亚之母关系密切的盟友。1969年末，然科在《斗争报》撰文批评巴卡里奇与克共盟领导人，指控他们存在民族主义和反社会主义立场。他还以连串文章谴责《信使报》、萨格勒布广播电视台、《克罗地亚文学》杂志及其写手布鲁诺·布什。然科点名批评作家舍格丁、戈托瓦茨、托米斯拉夫·拉丹，文学批评家弗拉特科·帕夫莱蒂奇、伊戈尔·曼迪奇、布拉尼米·多纳特，《周三信使报》主编克雷希米尔·德泽巴，《信使报》政治專欄作家内达·克姆波蒂奇，天主教薩格勒布總教區周刊《大公会议之声》主编伊夫科·库斯蒂奇，历史学家特尔皮米尔·马坎，美术史学家约翰·格尔戈·加穆林，经济学家焦丹、赫沃耶·索舍维奇、马尔科·韦塞利察、弗拉基米尔·韦塞利察煽动民族主义观念。铁托12月19日批评然科大肆发文抨击对手。1970年1月，达布舍维奇－库采尔指控然科倡导一元论、企图推翻党的领导。然科被免去一切政治职务，克共盟向克罗地亚之母立场靠拢。拉蒂卡·佩罗维奇等人的著作把然科下台视为克罗地亚之春起点。
克共盟的核心经济诉求始终不变，要求克罗地亚有权保留更多外汇收入。该党同斯洛文尼亚共产主义者联盟（以下简称“斯共盟”）、马共盟维持良好关系，争取科索沃共产主义者联盟支持。塞共盟不接受克共盟的经济诉求，马尔科·维塞利卡对其他改革的支持于事无补，克共盟把塞共盟斥为“工会分子”。克共盟抗议共和国境内警察、安全部队、军队、政经机构的克族比例远不及人口比例，民间普遍呼吁以克族取代塞族在上述机构的主导地位。从联邦层面统计，塞族占南斯拉夫人口近四成，克族近两成，但塞族公務員占比达六成七，克族仅九个百分点。南斯拉夫人民軍军官塞族占比高达六至七成。克罗地亚的塞族人口约占一成半，但在克共盟却占近四分之一，警察过半。

### 克共盟参与直至1971年中期

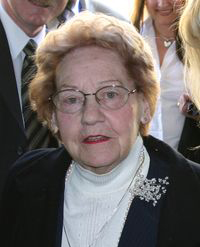
1969至1971年克羅地亞共產主義者聯盟主席萨夫卡·达布舍维奇－库采尔是克罗地亚之春的重要参与者

1970年12月，克共盟人选在萨格勒布大学副校长选举不敌独立候选人伊万·兹沃尼米尔·契萨克。1971年4月，总部位于萨格勒布的其他学生组织均由非共产主义者接手。德拉任·布迪沙当选萨格勒布学生联合会主席，安特·帕拉季克任克罗地亚学生联合会主席。
副校长选举数天后，铁托要求达布舍维奇－库采尔下令逮捕什格丁、马尔科·维塞利卡、布迪沙、契萨克、奥丹被拒，此举令她在克罗地亚名望急升。5月7日是盟军1945年收复萨格勒布26周年，20万人参加集会。据美国观察员汇报，达布舍维奇－库采尔的演讲因群众欢呼和鼓掌中断约40次，而且民众显然是向她而非克共盟致意。另据英国驻南斯拉夫大使杜格尔德·斯图尔特回忆，达布舍维奇－库采尔与特里帕洛非常善于利用公共政治集会，演讲吸引的民众可比足球赛。
1971年6月通过的南斯拉夫宪法修正案进一步限制联邦权力，完全由联邦政府保留的权力只有外交、对外贸易、国防、共同货币、共同关税。南斯拉夫成立跨共和国委员会制定决策，再由联邦政府批准。同年克共盟要求银行业和对外贸易领域进一步分权，准许克罗地亚保留更多外汇收入。提出要求的不止该党中央委员会，其他势力所提主张范围从建立克罗地亚军队直至国家完全独立。最后克罗地亚之春的牵涉范围越来越广，包括反中央集权、温和派与极端民族主义，亲烏斯塔沙、反共主義、改革派、民主、民主社会主义、自由派、自由意志主義。
塞共盟领导层没有批评克共盟，尼克吉奇与佩罗维奇1971年甚至在铁托面前为克罗地亚改革派辩护。塞族与克族报纸互指敌对、民族主义、一元论，铁托承认媒体已不受南共盟控制。同年七月铁托与克共盟高层会晤，表示担心政治局势，为将特里帕洛调离该党甚至许以南斯拉夫總理高位，但特里帕洛不接受。保守派取得足够支持，同月将“民族主义头目”奥丹和马尔科·维塞利卡开除出党。
克共盟8月2日公布行动纲领，把民族主义称为“民族运动”并持否定态度，谴责与克罗地亚之母关系密切的未具名个人阴谋对抗克共盟与南共盟。克共盟领导人认为方案会在11月召开的全体会议正式通过或否决。9月14日克共盟再度与铁托会晤，坚称他对局势有误解，铁托会后表示确信克罗地亚没有落入沙文主义泥潭，还表示认可克共盟改革南斯拉夫外汇政策的建议。特里帕洛会后提议无需再考虑上述行动纲领。

### 历史认同

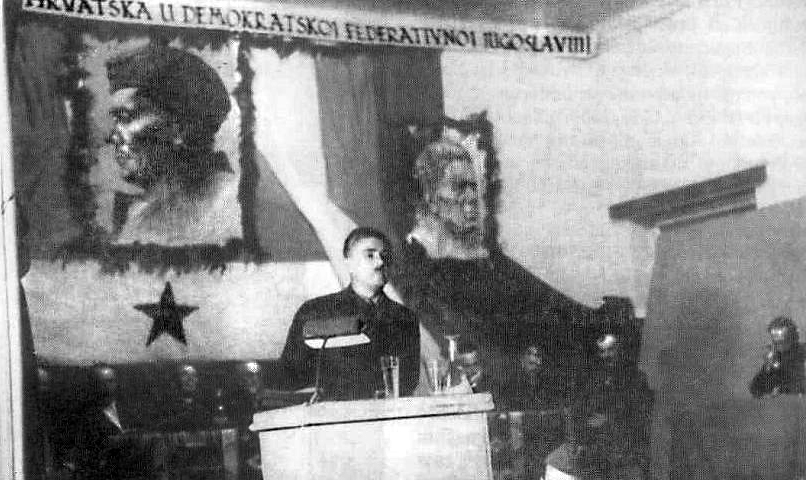
克罗地亚领导人在克罗地亚之春宣布以克罗地亚反法西斯人民解放委员会通过的联邦模式为目标，上图是安德烈亚·希布伦在该委员会第三次大会讲话

克罗地亚之春激发人们对克族历史人物的兴趣。萨格勒布挂起紀念牌匾，纪念克罗地亚农民党创始人、二战爆发前就在南斯拉夫王國积极主张克族利益的斯捷潘·拉迪奇，梅特科維奇随后为他立碑。希贝尼克取消为法西斯主义受害人立碑的计划，竖起中世纪克罗地亚国王佩塔尔·克雷希米尔四世雕像。波熱加1969年重建以18世纪潘都尔兵命名的游行乐队和亲历历史部队。还有呼声要求恢复萨格勒布中央广场1947年被克共盟铲除的19世纪克罗地亚总督约西普·耶拉契奇纪念碑，但未获采纳。
克罗地亚传统爱国歌曲（有些一度被禁）再度流行，此时这类歌曲最具人气和争议的歌手是怀斯·武科夫。《我们美丽的祖国》作为爱国歌曲回归正式场合，在札格瑞布主教座堂挂匾纪念参与17世纪巨头密谋的贵族之际奏响。复述16世纪锡盖特堡战役的歌剧《尼古拉·舒比奇·兹林斯基》在萨格勒布克罗地亚国家剧院演出时往往一票难求。奥顿·伊夫科维奇描绘克罗地亚历史的画作非常热门。克罗地亚历史方格盾徽成为流行标志，缝上年轻人的外套和贝雷帽，还制成贴纸贴上汽车挡风玻璃，1969年萨格勒布迪纳摩足球俱乐部把方格盾徽融入俱乐部徽章。南斯拉夫国旗屹立之处总伴有克罗地亚国旗，而且在克罗地亚全面采用，数量达南斯拉夫国旗十倍。
克共盟进而指出天主教會对克罗地亚文化和政治认同意义重大，达布舍维奇－库采尔事后表示此举是她意在制衡塞族沙文主义起源的塞爾維亞正教會。天主教对克罗地亚之春影响不大，但圣母崇拜同期纳入克罗地亚民族象征，有助于加强民族认同。14世纪克罗地亚方济各会修士和1970年传教士尼古拉斯·塔维利奇封圣令上述认同更为稳固。
克共盟维持源自游击队时期的传统政策，认为南斯拉夫联邦与二战时期克罗地亚反法西斯人民解放委员会的设想不符，特别是没有落实委员会针对克罗地亚问题的解决方案。克共盟宣称，民族情感是对利益的合理表达，共产主义者理应保护，南斯拉夫应当组织成民族主权共和国共同体。《克罗地亚周刊》发表图季曼赞颂克罗地亚反法西斯人民解放委员会的文章，杂志封面是战时克罗地亚共产党总书记安德烈亚·希布伦的照片，南共盟自1948年苏南冲突以来就把他批为叛徒、苏联间谍。文章请求为希布伦正名，但克共盟没有理会。文章源自前南斯拉夫共产党高官安特·西利加等反共流亡人员的“恢复道德”倡议。

### 要求自治并制订新宪法
克罗地亚之春期间，克罗地亚境内克族与塞族的民众关系受第一和第二次世界大战不同表述影响越来越大，特别是针对二战的说法。克族重视塞尔维亚王家陆军对塞族统治南斯拉夫王国的作用，如何在1945年布莱堡遣返后屠杀通敌乌斯塔沙军人乃至认同他们的人；塞族对克族加入奥匈帝国参与塞爾維亞戰役、特别是乌斯塔沙在轴心国傀儡政權克羅埃西亞獨立國屠杀塞族耿耿于怀。图季曼在《克罗地亚周刊》发表大量文章表达克罗地亚之母与克共盟的多数观点：克族对南斯拉夫游击队斗争贡献良多，不应为乌斯塔沙的罪行承担集体责任。
克罗地亚塞族的民族主义随克罗地亚民族复兴爆发，“塞尔维亚文化学会”1969年成为克罗地亚塞族民族主义的中流砥柱。克共盟改革派提出修改中小学语文和历史課程的计划，覆盖克罗地亚主题的占四分之三，塞尔维亚文化学会批评此举威胁塞族文化权利。学会反对克共盟重新解读战时游击队斗争、在南斯拉夫框架内解放克罗地亚民族的意图。塞尔维亚文化学会1971年要求官方语言在克罗地亚语和拉丁语基础上增加塞尔维亚语和西里尔语，立法保障塞尔维亚民族平等。学会反对克罗地亚反法西斯人民解放委员会与克共盟主张的联邦模式，坚称南斯拉夫不需要民族主义。学会还谴责克罗地亚之母，宣称克罗地亚塞族会在塞尔维亚的帮助下保持民族认同，不受共和国边界限制。
塞尔维亚文化学会的拉德·布拉特要求为克罗地亚塞族建立自治省，还有人提出赋予达尔马提亚自治权。克共盟中央委员会宣布克罗地亚境内任何地区都不能提出任何形式的合法自治要求，达尔马提亚地区自治属于叛国。如此回应与该党的民族同质化目标相符，克共盟为此在1971年克罗地亚人口普查期间取消民族身份栏的地区选项。克罗地亚之母引领运动强调克族与塞族的区别，并以克罗地亚塞族语种随时代变化为例，从易卡语为主变成易卡语和耶卡语混合，再变成耶卡语为主。
塞族哲学家米哈伊洛·尤里奇表示，克罗地亚宪法仅说明共和国是克族民族国家，应该提到塞族，此言在1971年3月南斯拉夫宪法改革背景下引发连串公共辩论。南共盟起诉并囚禁尤里奇，克罗地亚之母提出宪法修正案进一步强调克罗地亚民族地位。克共盟没有接受克罗地亚之母的提议，把自行起草的修正案称为折衷方案。通过的修正案明确提及克罗地亚塞族，但克罗地亚仍是克族“民族国家”，对克罗地亚塞族的表述略有不同，宪法没有解释不同措辞的含义。1971年9月中旬种族局势已经非常紧张，达尔马提亚北部的塞族与克族居民为防范彼此拿起武装。

### 克罗地亚境外

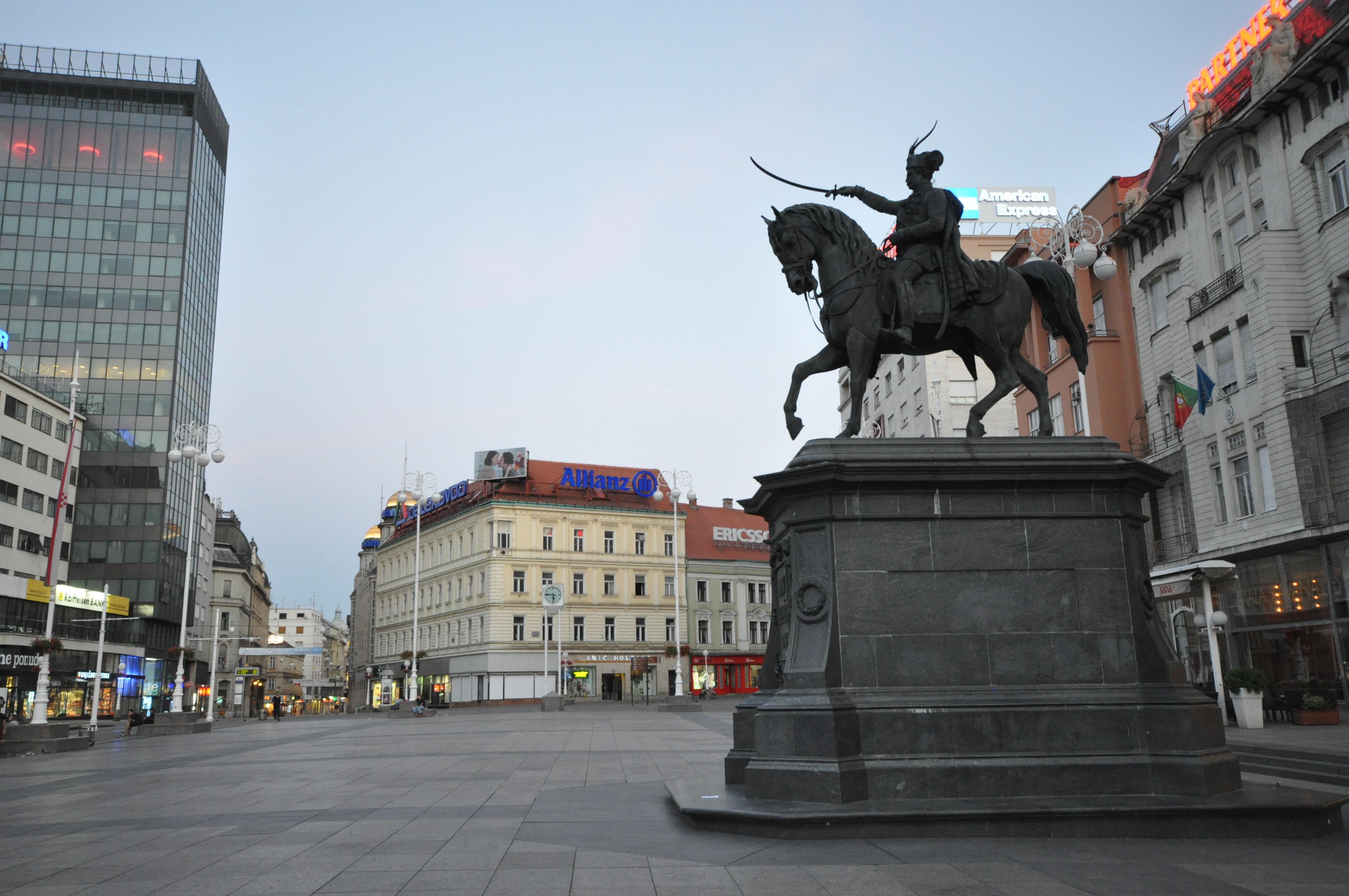
克罗地亚之春期间恢复萨格勒布中央广场约西普·耶拉契奇纪念碑（图）的提议未获采纳

1971年2月，西柏林出版的克罗地亚民族主义流亡人员杂志《克罗地亚事态》刊登驻莫斯科记者文章，宣称华沙条约组织会帮克罗地亚争取独立，取得同期芬兰享有的地位，还称克共盟正与乌斯塔沙流亡人士合作。南斯拉夫驻柏林军事特派团将文章内容上报军事情报局，附上据称在克罗地亚行动的乌斯塔沙流亡人士名单。南斯拉夫当局信以为真，担心苏联煽动并协助克共盟和乌斯塔沙流亡分子。4月7日联邦调查认定文章内容不实，当局决定掩盖传言和调查。克共盟马上宣布此事是国内外敌对势力的阴谋，南斯拉夫驻瑞典大使当天遭乌斯塔沙流亡人士枪击后伤重不治，此事与前述报导无关，但令紧张局势升级。达布舍维奇－库采尔指出，克共盟领导人不信任政治流亡人士，认为他们同南斯拉夫国安局有联系，而且这帮人的过激行径对克共盟立场不利。
1970年1月克共盟转向克罗地亚之母立场后波黑领导人态度谨慎，但双边关系大为紧张，特别是克罗地亚之母控制的报刊与波黑档案记录报《解放报》刀来剑往。波黑领导人起初能明确区分克共盟与克罗地亚之母的立场，但情况随时间推移生变。克罗地亚之母同年九月扩大驻波黑和伏伊伏丁那塞族自治省的行动规模，宣称兰科维奇时代政策导致这些地区政府机构的克族人太少。1971年11月，克罗地亚民族主义者鼓吹克罗地亚吞并波黑部分领土矫正局势，塞尔维亚民族主义者于是主张塞尔维亚吞并波黑其他地区。波黑很快禁止克罗地亚之母在该国设立分部。

### 外交考量

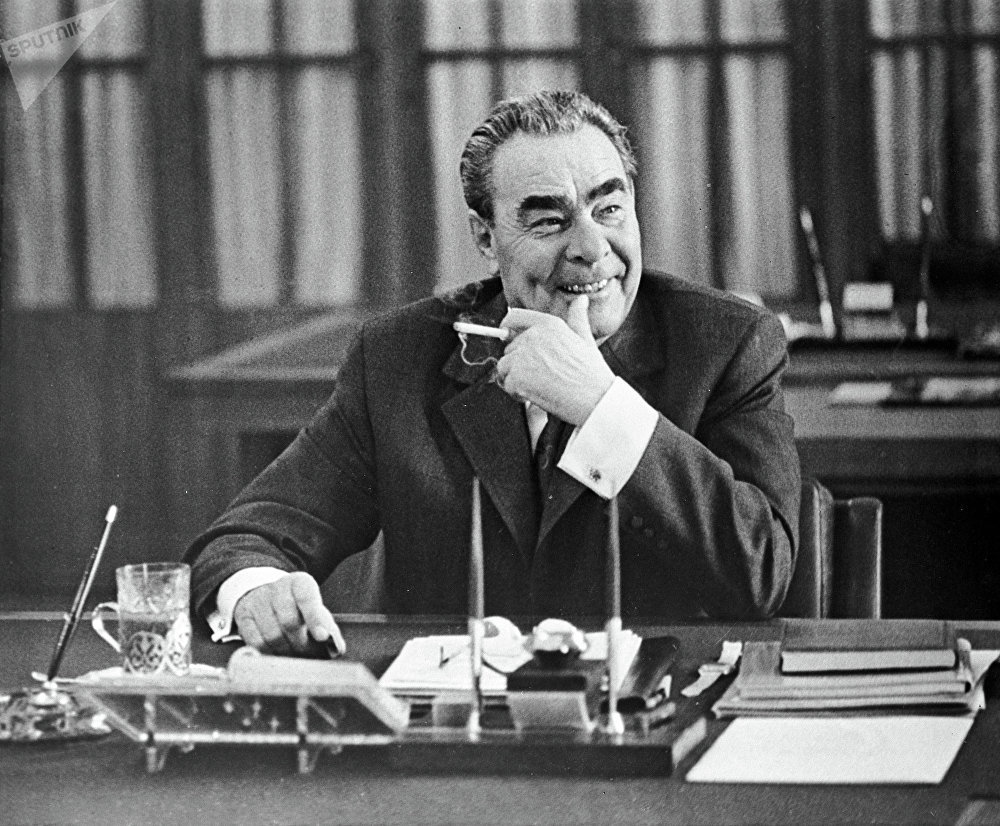
列昂尼德·勃列日涅夫1970年向约瑟普·布罗兹·铁托提供苏联援助

南共盟领导人1971年4月28至30日在布里俄尼会晤，铁托接到苏联领导人列昂尼德·勃列日涅夫的电话，后自称谢绝对方提出帮南斯拉夫解决政治危机的提议。铁托与克共盟都认为，勃列日涅夫在1968年華約入侵捷克斯洛伐克前致电捷克斯洛伐克共產黨第一书记亞歷山大·杜布切克，此次不过故伎重演，华沙侵略迫在眉睫。克共盟部分中央委员认为铁托捏造此事强化自身地位，但苏联部长会议第一副主席德米特里·斯捷潘诺维奇·波利扬斯基确认勃列日涅夫的确和铁托有上述交流。
1970年约旦内战后，美国希望提升在地中海地区的地位，美国总统理查德·尼克松到访当地多个国家和地区。针对南斯拉夫的国事访问从1970年9月30日持续到10月2日，尼克松在克罗地亚政府驻地薩格勒布總督府的祝酒词引发争议。祝酒词以“克罗地亚万岁！南斯拉夫万岁！”结尾，外界猜测此言到底只是禮儀，还是宣告支持克罗地亚独立。南斯拉夫驻美大使认为尼克松此言是对南斯拉夫解体的战略定位。
苏联1968年入侵捷克斯洛伐克后与南斯拉夫关系紧张，勃列日涅夫1971年9月22至25日主动访问南斯拉夫提出友好协议，但铁托为免靠拢東方集團之嫌回绝。南斯拉夫通过美国国务卿威廉·P·罗杰斯正式告知尼克松，与勃列日涅夫的会晤不顺利。为向铁托保证美国将向南斯拉夫提供政经军三重支持，美国正式邀请铁托访问，同年10月30日他和尼克松在华盛顿哥伦比亚特区见面。

## 镇压与清洗

### 十一月全会与学潮

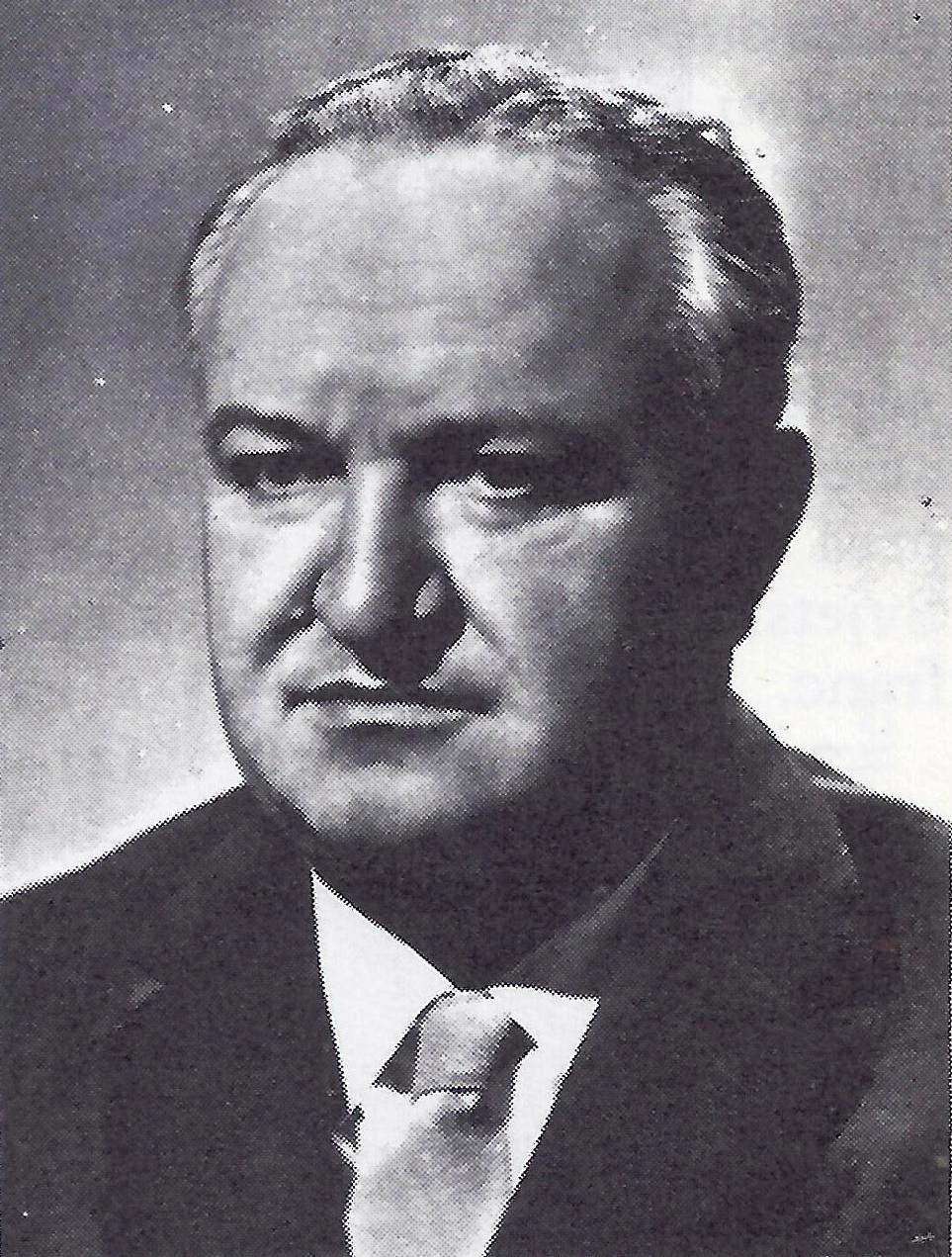
弗拉迪米尔·巴卡里奇协助取代克罗地亚改革派领导人

达布舍维奇－库采尔在11月5日克共盟全会表示，克罗地亚之春是国家与党派团结的证明，不应为求革命纯洁而牺牲。她否决巴卡里奇修改克共盟政策的各项提议，以比利奇、德拉戈萨瓦茨为代表的保守派要求执行八月行动纲领。问题没在全会解决，巴卡里奇会后决定支持比利奇和德拉戈萨瓦茨，要求铁托干预。铁托11月12至15日造访波黑布戈伊诺，该国领导人布兰科·米库利奇、哈姆迪亚·波兹德拉茨、德拉古丁·科索瓦茨接待。南斯拉夫总理杰马尔·比耶迪奇11月13日抵达，批评克共盟改变外汇收入分配的主张。德拉戈萨瓦茨11月14至15日与铁托就克罗地亚之春问题会谈，南斯拉夫人民军高官11月15日向铁托播放克罗地亚政治集会录音，民族主义者和克共盟党员大呼反铁托口号的声音清晰可闻。
克共盟中央委员会11月17至23日秘密召开扩大会议，但两大敌对派系无法达成一致。11月22日，萨格勒布三千高校学子投票决定次日早上开始罢课，抗议联邦政府规管硬通货、银行、贸易，后在帕拉季克敦促下加入连串修宪主张：把克罗地亚定为克族主权与民族国家，克罗地亚语是官方语言，确保国内居民完成强制兵役，定都萨格勒布，《我们美丽的祖国》为国歌。抗议者谴责巴卡里奇破坏特里帕洛的货币改革，克罗地亚学生联合会把罢课扩大到克罗地亚全境。短短几天内，三万学子罢课要求克共盟驱逐“一元论分子”比利奇、德拉戈萨瓦茨、巴卡里奇、埃玛·德罗西-别拉亚奇、乔埃多·格尔比奇。11月25日特里帕洛面见学生呼吁停止罢课，达布舍维奇－库采尔四天后跟进。

### 卡拉索雷沃会议与清洗

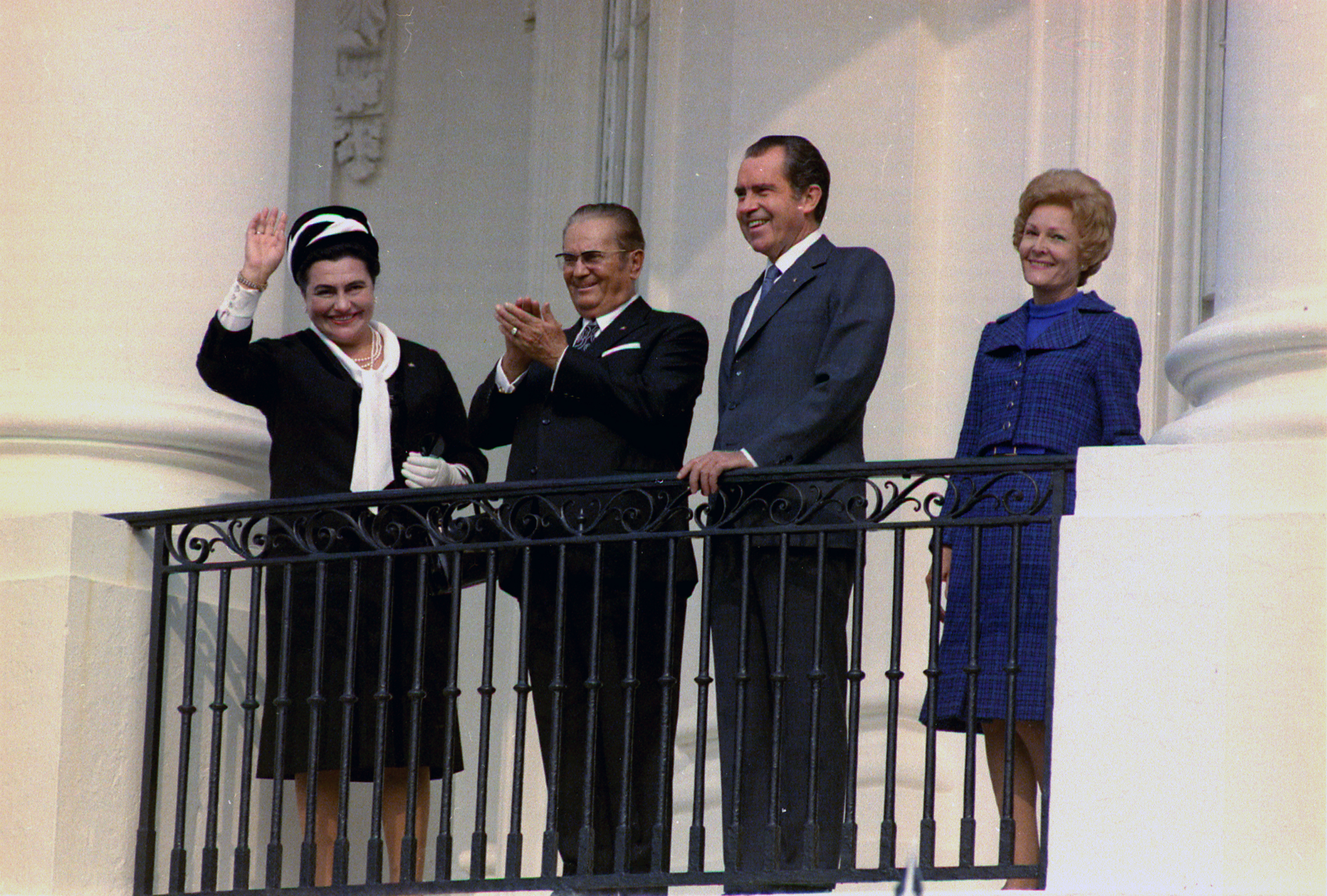
约瑟普·布罗兹·铁托（左二）1971年与理查德·尼克松会晤。铁托在卡拉索雷沃召开南斯拉夫共產主義者聯盟会议解决克罗地亚危机

铁托把撤换克罗地亚改革派领导人的计划告知美国，美国没有反对。他一度考虑出动南斯拉夫人民军，但最后决定采用政治手段。12月1日他在伏伊伏丁那卡拉多德沃召开南共盟与克共盟领导人联席会议，克共盟保守派首先批评克共盟领导层，要求严厉打击民族主义。其他共和国和自治省的南共盟主席团成员接下来讲话支持保守派立场，要求克共盟领导层控制克罗地亚局势。铁托点名批评克罗地亚之母已有结党之实，企图建立类似克罗地亚独立国的法西斯国家。会议结束次日，铁托的讲话在南斯拉夫全境广播，要求警惕反革命威胁。
广播结束后学生罢课中止，克共盟领导层宣示与铁托达成的协议。巴卡里奇12月6日批评克共盟领导人未遵照两天前铁托讲话指示采取实质行动，特别是没有以行动对付克罗地亚之母。他指责特里帕洛夸大民意对改革派的支持，企图分裂克共盟。南共盟领导层两天后会晤，认定克共盟未落实卡拉索雷沃会议决定。学生罢工领导人12月11日被捕，次日铁托迫使达布舍维奇－库采尔和皮尔克辞职，特里帕洛、马尔科·科普特拉、扬科·博贝特科也马上辞职。此后几天辞职的人越来越多，政府首脑哈拉米亚也不例外。米尔卡·普拉宁茨当上克共盟中央委员会主席，五百学生在萨格勒布抗议改革派辞职，随即遭防暴警察镇压。
克共盟随后开除数万党员，其中包括达布舍维奇－库采尔、特里帕洛、皮尔克等741名高官，另外280人被迫辞职，131人降级。保守派要求以大型作秀公审审判图季曼等人，但被铁托阻止。图季曼被判阴谋推翻“社会主义民主自我管理”罪名成立。克罗地亚共判处两百至三百名政治犯有罪，未经指控拘留两到三月者数以千计。政府取缔克罗地亚之母和塞尔维亚文化学会，克罗地亚之母的14种出版物一同被禁。针对传媒专业人士、作家、电影人、高校人员的清洗持续至1972年末。清洗在1971年12月1日卡拉索雷沃会议结束数天后启动，后世纪念活动普遍把这天当作克罗地亚之春结束日期。当局查封并销毁莫古什、芬卡、巴比奇编写的四万份“沙文主义”正字法手册，其他六百份装订成册，没有任何前言或目录并标明“仅供内部使用”。1972和1984年，克罗地亚流亡人士在伦敦开办的杂志《新克罗地亚》重印“内部使用”版，全书1990年在克罗地亚再版。

## 影响

### 维持改革

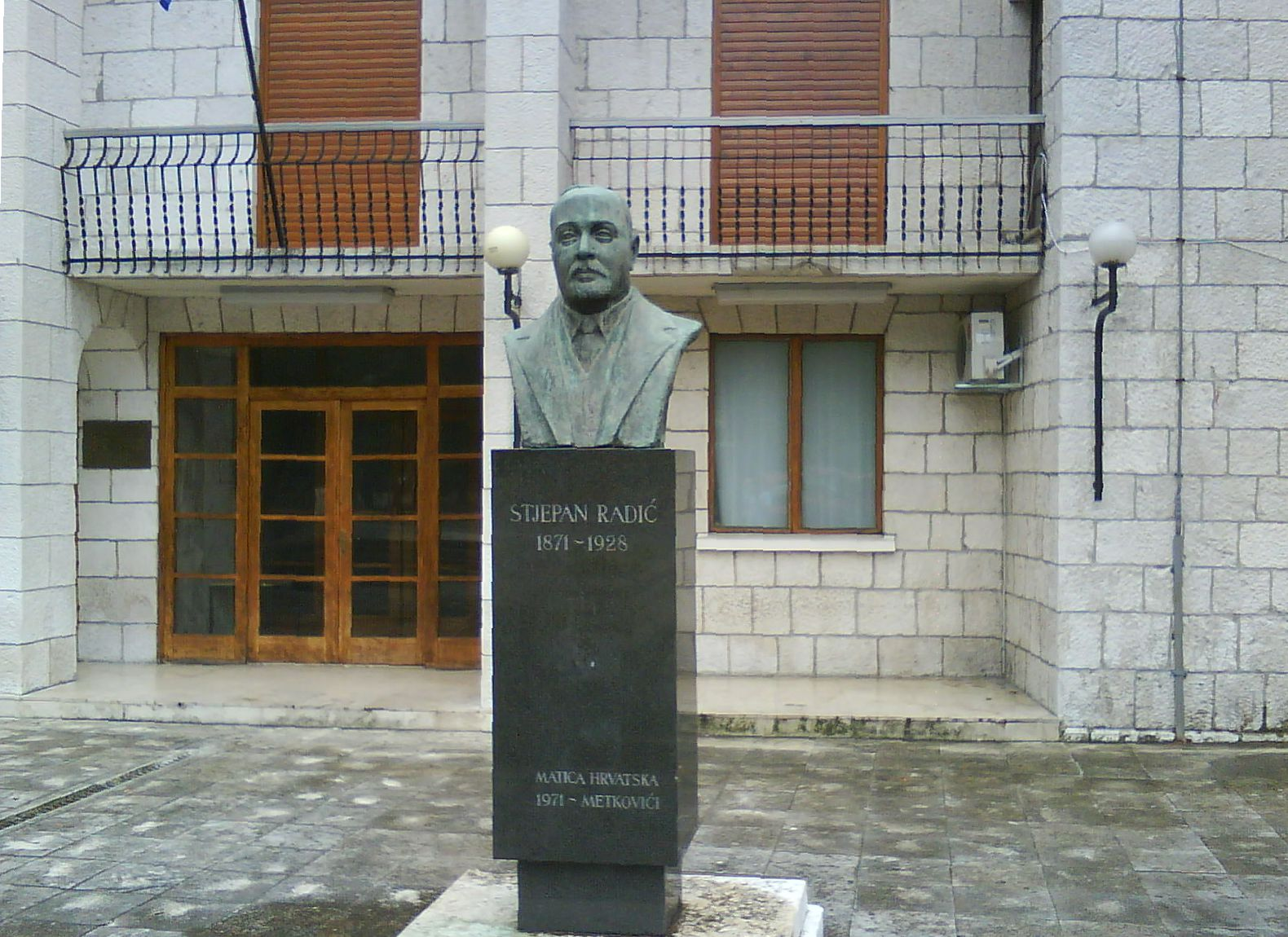
梅特科維奇在克罗地亚之春立碑纪念克罗地亚农民党战间期领导人斯捷潘·拉迪奇

克共盟新一代领导层上台，伊沃·佩里辛1971年12月下旬取代哈拉米亚继任执行委员会主席。克罗地亚议会1972年2月通过多达36条克罗地亚社会主义共和国宪法修正案，其中包括《我们美丽的祖国》定为国歌。
反共流亡人士在改革派倒台后撰文，称克罗地亚之春为克罗地亚带去民主发展希望，赞颂达布舍维奇－库采尔与特里帕洛拥有非凡的政治美德。流亡人士认为南斯拉夫、特别是克族所在地区的政治形势对起义有利。恐怖组织克罗地亚革命兄弟会1972年中期发动19人武装入侵南斯拉夫，意图挑起叛乱，重建克罗地亚独立国，引发持续一个月的血腥冲突后失败。
皮尔克1972年8月去世，十万支持者参加葬礼，证明刚经历清洗的达布舍维奇－库采尔、特里帕洛仍有大量民众支持。
为减少民众对克罗地亚民族主义者的支持，铁托满足克共盟下台领导人的许多要求。出口公司能保留的外汇收入从7到12个百分点提升到两成，旅游公司更从一成二升至四成五。南斯拉夫第纳尔贬值18.7个百分点，令保留外汇收入在国内市场更有价值。
克共盟新领导层无意撤销前任实施的变革，随后失去克罗地亚塞族支持。塞族主张修宪，规定克罗地亚是克族与该国塞族共同的民族国家，并在克罗地亚议会制立塞族委员会。克罗地亚议会副议长格尔比奇否决上述提议，塞尔维亚民族主义者谴责他是塞族叛徒。
1974年南斯拉夫宪法基本保留1971年的改革，扩大加盟共和国的经济权力，满足银行、贸易、外汇领域的改革要求。

### 对解体前南斯拉夫的影响
经过1971年清洗，克罗地亚与南斯拉夫当局开始以带貶義的混成詞指代克罗地亚之春，意为“群众运动”，指为确保克共盟以外的普通大众参与克罗地亚政治而将民众政治化。对此次运动观感趋于正面的人士在1971年清洗后创造新词“克罗地亚之春”，但连续十余年都是南斯拉夫敏感辞汇直至1989年。
克罗地亚之春结束代表“沉默克罗地亚”时代开始，南斯拉夫强加的克罗地亚政府不得民心，公众敬而远之直到80年代末。新领导层对克罗地亚塞族立场问题讳莫如深，格尔比奇担心问题迟迟得不到解决会引来塞尔维亚东正教插手，塞尔维亚民族主义者提出的解决方案可能不会有任何反驳。
克罗地亚之春对南斯拉夫全境影响深远。塞共盟、马共盟、斯共盟改革派都在1972年结束前遭镇压，中庸、顺从的政治家取而代之。南斯拉夫彻底解体的压力在此期间加剧，宗教领袖影响加大，保障国家合法地位的游击队传统消退。70世纪克罗地亚与南斯拉夫其他地区的清洗导致许多改革派共产主义者和社会民主支持者远离政坛，此后十余年看着南斯拉夫逐渐走向解体。
克罗地亚之春时期投身克共盟或克罗地亚之母的大量人士1989年开始回归政坛。布迪沙和戈托瓦克对克罗地亚社会自由党在1990年克罗地亚议会选举前成立贡献举足轻重，契萨克在克罗地亚农民党地位显著。1989年1月，马尔科·维塞利卡、弗拉基米尔·维塞利卡、图季曼、索舍维奇、拉丹倡议成立克罗地亚民主共同体。图季曼当选新组织领导人后，不满的维塞利卡兄弟退出，并在11月组建克罗地亚民主党。克罗地亚之春后下台的克共盟高官斯捷潘·梅西奇加入克罗地亚民主共同体，达布舍维奇－库采尔、特里帕洛、哈拉米亚以独立人士身份组建人民协议联盟，拥有克罗地亚社会自由党、克罗地亚民主党支持。克罗地亚民主共同体赢得选举，图季曼当上主席团主席（后称总统），梅西奇任执行委员会主席（后称总理）。

## 脚注
1. 1 2  Ramet 2006，第212–214頁.
2. ↑  Flere & Rutar 2019，第90–95頁.
3. ↑  Ramet 2006，第208頁.
4. ↑  Štiks 2015，第92–93頁.
5. ↑  Ramet 2006，第214–217頁.
6. ↑  Ramet 2006，第242頁.
7. ↑  Batović 2010，第547頁.
8. ↑  Rusinow 2007，第137頁.
9. ↑  Ramet 2006，第218–219頁.
10. ↑  Rusinow 2007，第138頁.
11. ↑  Banac 1992，第1087頁.
12. ↑  Ramet 2006，第251頁.
13. ↑  Ramet 2006，第247頁.
14. ↑  Ramet 2006，第222–225頁.
15. ↑  Fichter 2016，第110–112頁.
16. ↑  Trencsényi et al. 2018，第428頁.
17. 1 2 3 4  Ramet 2006，第249頁.
18. ↑  Lampe 2000，第309頁.
19. 1 2  Miller 2007，第188–189頁.
20. ↑  Ramet 2006，第243–244頁.
21. ↑  Ramet 2006，第228–229頁.
22. 1 2  Ramet 2006，第229–230頁.
23. 1 2 3  Ramet 2006，第234頁.
24. 1 2 3 4  Ramet 2006，第235頁.
25. 1 2 3  Ramet 2006，第230–231頁.
26. 1 2  Rusinow 2007，第140頁.
27. ↑  Ramet 2006，第232頁.
28. ↑  Mićanović 2012，第283頁.
29. ↑  Irvine 2007，第161頁.
30. ↑  Jakovina 2012，第410頁.
31. 1 2  Ramet 2006，第236頁.
32. 1 2  Rusinow 2007，第141頁.
33. ↑  Batović 2017，第132–134頁.
34. ↑  Perović 2012，第181頁.
35. 1 2  Ramet 2006，第254頁.
36. ↑  Ramet 2006，第253–254頁.
37. ↑  Irvine 2007，第159頁.
38. ↑  Batović 2017，第95頁.
39. ↑  Dean 1976，第37頁.
40. 1 2  Ramet 2006，第238頁.
41. ↑  Ramet 2006，第309頁.
42. ↑  Haug 2012，第244頁.
43. ↑  Ramet 2006，第261頁.
44. ↑  Batović 2017，第188–189頁.
45. ↑  Batović 2017，第230–231頁.
46. ↑  Ramet 2006，第247–248頁.
47. ↑  Ramet 2006，第253–255頁.
48. ↑  Ramet 2006，第244頁.
49. ↑  Ramet 2006，第249–250頁.
50. 1 2  Ramet 2006，第250–251頁.
51. 1 2  Swain 2011，第172頁.
52. ↑  Swain 2011，第173頁.
53. 1 2 3  Ramet 2006，第237–238頁.
54. ↑  Jakovina 2012，第393頁.
55. ↑  Batović 2017，第162頁.
56. 1 2  Jakovina 2012，第392–393頁.
57. ↑  Irvine 2007，第158頁.
58. ↑  Irvine 2007，第170–171頁.
59. 1 2 3  Irvine 2007，第155頁.
60. ↑  Irvine 2007，第162頁.
61. ↑  Strčić 1988，第30頁.
62. ↑  Pavlowitch 2007，第86–87頁.
63. ↑  Irvine 2007，第163頁.
64. 1 2  Ramet 2006，第242–243頁.
65. 1 2  Irvine 2007，第157頁.
66. ↑  Irvine 2007，第166頁.
67. 1 2  Irvine 2007，第167頁.
68. 1 2  Ramet 2006，第239–240頁.
69. 1 2  Swain 2011，第169–170頁.
70. ↑  Kullaa 2012，第105頁.
71. ↑  Bing 2012，第369頁.
72. ↑  Kamberović 2012，第141頁.
73. 1 2  Kamberović 2012，第143頁.
74. ↑  Kamberović 2012，第144–145頁.
75. ↑  Ramet 2006，第251–253頁.
76. ↑  Batović 2017，第182–185頁.
77. ↑  Batović 2017，第142–152頁.
78. ↑  Jakovina 1999，第347–348頁.
79. ↑  Batović 2017，第151–152頁.
80. ↑  Batović 2017，第195–198頁.
81. ↑  Batović 2017，第198–202頁.
82. 1 2 3  Swain 2011，第174頁.
83. ↑  Kamberović 2012，第146頁.
84. ↑  Ramet 2006，第256頁.
85. ↑  Knezović 1995，第231–232頁.
86. 1 2  Swain 2011，第175頁.
87. ↑  Ramet 2006，第256–257頁.
88. ↑  Ramet 2006，第257頁.
89. 1 2  Swain 2011，第176頁.
90. ↑  Ramet 2006，第258頁.
91. 1 2 3  Ramet 2006，第258–259頁.
92. 1 2  Jakovina 2012，第411頁.
93. 1 2  Ramet 2006，第259頁.
94. ↑  Šentija 2012，第3–4頁.
95. ↑  Dyker & Vejvoda 2014，第203–204頁.
96. ↑  IHJJ.
97. ↑  Bukvić 2013，第49頁.
98. ↑  Mrkalj 2020，第76頁.
99. ↑  Bing 2012，第368頁.
100. ↑  Tokić 2018，第71–72頁.
101. ↑  Jakovina 2012，第413頁.
102. 1 2  Grbić 2012，第347–348頁.
103. 1 2  Rusinow 2007，第144頁.
104. 1 2  Batović 2017，第236頁.
105. ↑  Kursar 2006，第146頁.
106. ↑  Kursar 2006，第143頁.
107. ↑  Rusinow 2007，第142頁.
108. ↑  Vujić 2012，第17頁.
109. ↑  Haug 2012，第260頁.
110. ↑  Ramet 2006，第260–262頁.
111. ↑  Irvine 2007，第168–169頁.
112. 1 2  Budimir 2010，第83–85頁.
113. ↑  Veselinović 2016，第76頁.
114. ↑  Budimir 2010，第73頁.

## 文献
- . Zagreb: Institut za hrvatski jezik i jezikoslovlje.   [2021-12-10]. （原始内容存档于2020-07-29）.
- Banac, Ivo. . The American Historical Review (Oxford: Oxford University Press on behalf of the American Historical Association). 1992, 97 (4): 1084–1104. ISSN 0002-8762. JSTOR 2165494.
- Batović, Ante. . Historijski zbornik (Zagreb: Društvo za hrvatsku povjesnicu). 2010, 63 (2): 539–569  [2021-12-10]. ISSN 0351-2193. （原始内容存档于2021-06-24）.
- Batović, Ante. . London: I. B. Tauris. 2017  [2021-12-10]. ISBN 978-1-78453-927-6. （原始内容存档于2022-04-12）.
- Bing, Albert. . Jakovina, Tvrtko  (编). . Zagreb: Centar za demokraciju i pravo Miko Tripalo. 2012: 353–384  [2021-12-10]. ISBN 978-953-56875-1-1. （原始内容存档于2022-03-04）.
- Budimir, Davorka. . Anali Hrvatskog politološkog društva : časopis za politologiju (Zagreb: Croatian Political Science Association). 2010, 7 (1): 73–97  [2021-12-10]. ISSN 1845-6707. （原始内容存档于2021-06-27）.
- Bukvić, Nenad. . Arhivski vjesnik (Zagreb: Croatian State Archives). 2013, 56 (1): 45–72  [2021-12-10]. ISSN 0570-9008. （原始内容存档于2021-10-28）.
- Dean, Robert W. . Armed Forces & Society (Thousand Oaks: SAGE Publications). 1976, 3 (1): 17–58. ISSN 0095-327X. JSTOR 45345995.
- Dyker, David A.; Vejvoda, Ivan. . Abingdon-on-Thames: Routledge. 2014  [2021-12-10]. ISBN 978-1-317-89135-2. （原始内容存档于2022-03-04）.
- Fichter, Madigan. . Slavic Review (Oxford: Cambridge University Press for the Association for Slavic, East European, and Eurasian Studies). 2016, 75 (1): 99–121. ISSN 0037-6779. JSTOR 10.5612/slavicreview.75.1.99.
- Flere, Sergej; Rutar, Tibor. . Družboslovne razprave (Ljubljana: Slovensko sociološko društvo). 2019, (92): 81–101  [2021-12-10]. ISSN 0352-3608. （原始内容存档于2022-03-04）.
- Grbić, Srđan. . Jakovina, Tvrtko  (编). . Zagreb: Centar za demokraciju i pravo Miko Tripalo. 2012: 343–352  [2021-12-10]. ISBN 978-953-56875-1-1. （原始内容存档于2022-03-04）.
- Haug, Hilde Katrine. . London: Bloomsbury Publishing. 2012  [2021-12-10]. ISBN 978-0-85772-121-1. （原始内容存档于2022-04-12）.
- Irvine, Jill. . Cohen, Lenard J.; Dragović-Soso, Jasna  (编). . West Lafayette: Purdue University Press. 2007: 149–178  [2021-12-10]. ISBN 978-1-55753-460-6. （原始内容存档于2022-04-12）.
- Jakovina, Tvrtko. . Društvena istraživanja : časopis za opća društvena pitanja (Zagreb: Institute of Social Sciences Ivo Pilar). 1999, 8 (2–3): 347–371  [2021-12-10]. ISSN 1330-0288. （原始内容存档于2021-06-28）.
- Jakovina, Tvrtko. . Jakovina, Tvrtko  (编). . Zagreb: Centar za demokraciju i pravo Miko Tripalo. 2012: 385–427  [2021-12-10]. ISBN 978-953-56875-1-1. （原始内容存档于2022-03-04）.
- Kamberović, Husnija. . Jakovina, Tvrtko  (编). . Zagreb: Centar za demokraciju i pravo Miko Tripalo. 2012: 127–148  [2021-12-10]. ISBN 978-953-56875-1-1. （原始内容存档于2022-03-04）.
- Knezović, Marin. . Radovi : Radovi Zavoda za hrvatsku povijest Filozofskoga fakulteta Sveučilišta u Zagrebu (Zagreb: Croatian Institute of History). 1995, 28 (1): 230–241  [2021-12-10]. ISSN 0353-295X. （原始内容存档于2021-11-09）.
- Kullaa, Rinna. . Jakovina, Tvrtko  (编). . Zagreb: Centar za demokraciju i pravo Miko Tripalo. 2012: 93–110  [2021-12-10]. ISBN 978-953-56875-1-1. （原始内容存档于2022-03-04）.
- Kursar, Tonči. . Politička misao : časopis za politologiju (Zagreb: University of Zagreb, Faculty of Political Science). 2006, 43 (4): 143–155  [2021-12-10]. ISSN 0032-3241. （原始内容存档于2021-11-12）.
- Lampe, John R.  2nd. Cambridge: Cambridge University Press. 2000  [2021-12-10]. ISBN 978-0-521-77357-7. （原始内容存档于2022-03-04）.
- Mićanović, Krešimir. . Jakovina, Tvrtko  (编). . Zagreb: Centar za demokraciju i pravo Miko Tripalo. 2012: 271–290  [2021-12-10]. ISBN 978-953-56875-1-1. （原始内容存档于2022-03-04）.
- Miller, Nick. . Vienna: Central European University Press. 2007  [2021-12-10]. ISBN 978-615-52113-6-2. （原始内容存档于2022-03-04）.
- Mrkalj, Igor. . Tragovi: časopis za srpske i hrvatske teme (Zagreb: Serb National Council). 2020, 3 (1): 7–117  [2021-12-10]. ISSN 2623-8926. （原始内容存档于2021-06-28）.
- Pavlowitch, Stevan K. . Cohen, Lenard J.; Dragović-Soso, Jasna  (编). . West Lafayette: Purdue University Press. 2007: 75–90  [2021-12-10]. ISBN 978-1-55753-460-6. （原始内容存档于2022-04-12）.
- Perović, Latinka. . Jakovina, Tvrtko  (编). . Zagreb: Centar za demokraciju i pravo Miko Tripalo. 2012: 181–204  [2021-12-10]. ISBN 978-953-56875-1-1. （原始内容存档于2022-03-04）.
- Ramet, Sabrina P. . Bloomington: Indiana University Press. 2006  [2021-12-10]. ISBN 978-0-253-34656-8. （原始内容存档于2022-03-05）.
- Rusinow, Dennison. . Cohen, Lenard J.; Dragović-Soso, Jasna  (编). . West Lafayette: Purdue University Press. 2007: 131–148  [2021-12-10]. ISBN 978-1-55753-460-6. （原始内容存档于2022-04-12）.
- Strčić, Petar. . Časopis za suvremenu povijest (Zagreb: Croatian Institute of History). 1988, 20 (3): 15–49  [2021-12-10]. ISSN 0590-9597. （原始内容存档于2021-11-14）.
- Swain, Geoffrey. . London: I.B.Tauris & Co. Ltd. 2011  [2021-12-10]. ISBN 978-1-84511-727-6. （原始内容存档于2022-03-04）.
- Šentija, Josip. . Jakovina, Tvrtko  (编). . Zagreb: Centar za demokraciju i pravo Miko Tripalo. 2012: 3–16  [2021-12-10]. ISBN 978-953-56875-1-1. （原始内容存档于2022-03-04）.
- Štiks, Igor. . London: Bloomsbury Publishing. 2015  [2021-12-10]. ISBN 978-1-4742-2152-8. （原始内容存档于2022-03-04）.
- Tokić, Mate Nikola. . Croatian Political Science Review (Zagreb: Faculty of Political Science, University of Zagreb). 2018, 55 (2): 71–88  [2021-12-10]. ISSN 0032-3241. （原始内容存档于2021-06-28）.
- Trencsényi, Balázs; Kopeček, Michal; Lisjak Gabrijelčič, Luka; Falina, Maria; Baár, Mónika; Janowski, Maciej. . New York: Oxford University Press. 2018  [2021-12-10]. ISBN 978-0-19-873715-5. （原始内容存档于2022-04-12）.
- Veselinović, Velimir. . Politička misao : časopis za politologiju (Zagreb: University of Zagreb, Faculty of Political Science). 2016, 53 (1): 71–102  [2021-12-10]. ISSN 0032-3241. （原始内容存档于2021-06-27）.
- Vujić, Antun. . Jakovina, Tvrtko  (编). . Zagreb: Centar za demokraciju i pravo Miko Tripalo. 2012: 17–42  [2021-12-10]. ISBN 978-953-56875-1-1. （原始内容存档于2022-03-04）.

## 扩展阅读
- Burg, Steven L. . . Princeton: Princeton University Press. 1983: 83–187  [2021-12-10]. ISBN 978-1-4008-5337-3. （原始内容存档于2022-03-04）.
- Matković, Hrvoje. . Journal of Contemporary History (Zagreb: Croatian Institute of History). 2008, 40 (3): 1143–1153  [2021-12-10]. ISSN 0590-9597. （原始内容存档于2022-04-12）.
- Petričušić, Antonija; Žagar, Mitja.  (PDF). Bolzano: European Academy of Bozen/Bolzano. 2007  [2020-09-22]. （原始内容 (PDF)存档于2020-09-22）.
- Rusinow, Dennison I.  (PDF). Southeast Europe Series (New York: American Universities Field Staff). 1972, XIX (4): 1–20  [2021-12-10]. ISSN 0066-104X. OCLC 1789965. （原始内容存档 (PDF)于2021-09-23）.
- Spehnjak, Katarina; Cipek, Tihomir. . Journal of Contemporary History (Zagreb: Croatian Institute of History). 2007, 39 (2): 255–297  [2021-06-28]. ISSN 0590-9597. （原始内容存档于2021-06-28）.
- Tripalo, Miko. . Zagreb: Nakladni zavod Globus. 1990  [2021-12-10]. ISBN 978-86-343-0599-9. （原始内容存档于2022-03-04）.
- Veselinović, Velimir. . Anali Hrvatskog politološkog društva (Zagreb: Croatian Political Science Association). 2015, 12 (1): 133–155  [2021-06-28]. ISSN 1845-6707. doi:10.20901/an.12.09 . （原始内容存档于2021-06-28）.